# Anton Pronk
Anton (Ton) Pronk (ur. 21 maja 1941 w Amsterdamie, zm. 26 sierpnia 2016 w Purmerend) – piłkarz holenderski, występujący na pozycji obrońcy.
W latach 1961–1969 rozegrał 19 meczów w reprezentacji Holandii. Z zespołem AFC Ajax czterokrotnie zdobył mistrzostwo Holandii (1966, 1967, 1968, 1970) i trzykrotnie puchar tego kraju (1961, 1967, 1970).